# Nemaspela gagrica
Espèce
Nemaspela gagrica est une espèce d'opilions dyspnois de la famille des Nemastomatidae.

## Distribution
Cette espèce est endémique d'Abkhazie en Géorgie. Elle se rencontre dans les monts de Gagra dans le gouffre Sarma.

## Description
Le mâle holotype mesure 1,91 mm.

## Systématique et taxinomie
Cette espèce a été décrite par Chemeris en 2013.

## Étymologie
Son nom d'espèce lui a été donné en référence au lieu de sa découverte, les monts de Gagra.

## Publication originale
- Chemeris, 2013 : « Two new harvestman species (Arachnida: Opiliones) from the collection of Siberian Zoological Museum. » Arthropoda Selecta, vol. 22, no 1, p. 41–46.